# Fortalesa de Königstein

La Fortalesa de Königstein (Alemany: Festung Königstein), anomenada la Bastilla Saxona, és una de les fortaleses de muntanya més grans d'Europa i es troba dalt de l'altiplà del mateix nom, sobre la ciutat de Königstein, a la riba esquerra de l'Elba, al bell mig de les Muntanyes de Gres de l'Elba, al districte Sächsische Schweiz-Osterzgebirge, Saxònia, Alemanya.

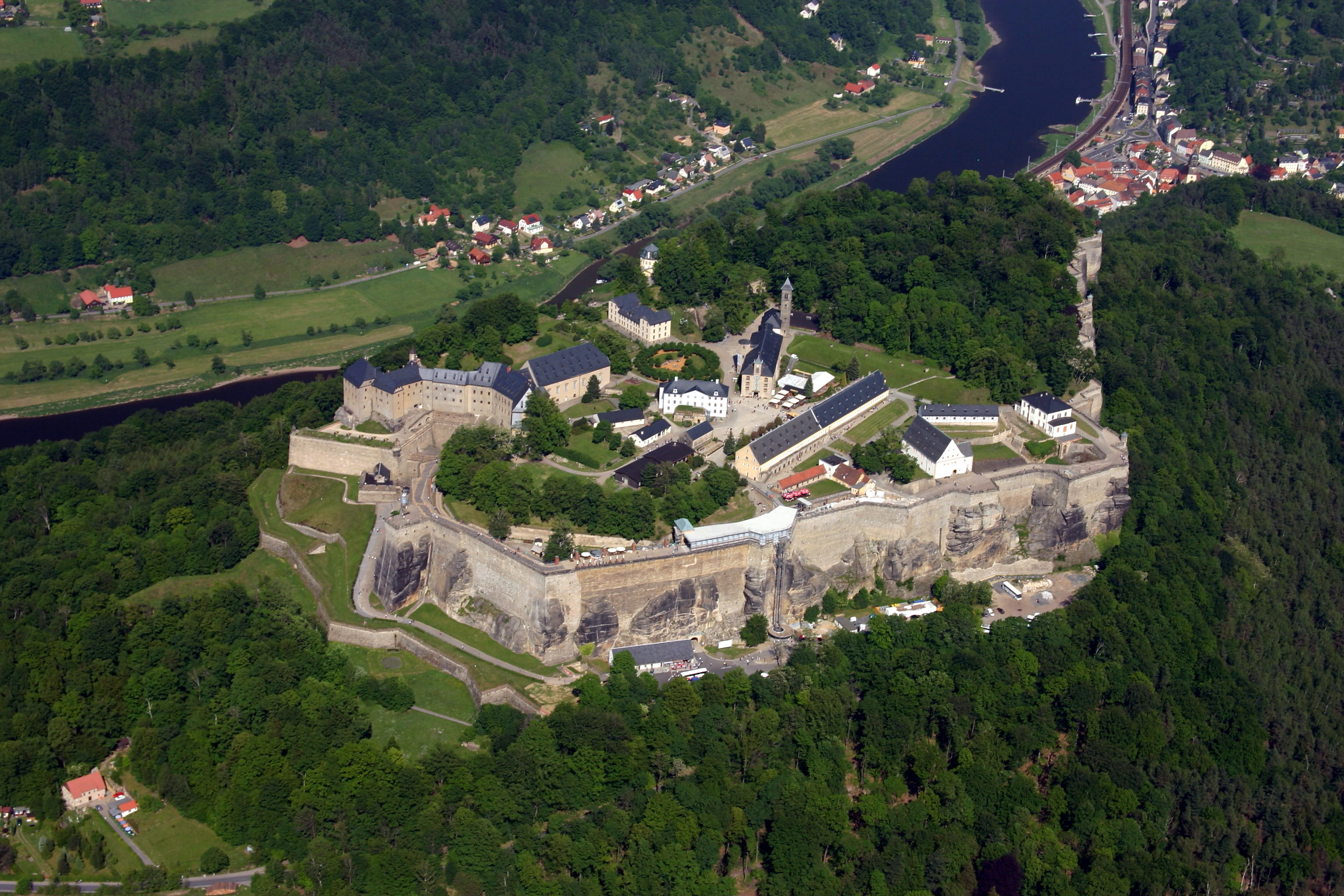
Vista aèria

L'altiplà rocós de 9,5 hectàrees s'aixeca a 240 metres sobre l'Elba i té més de 50 edificis, alguns de més de 400 anys, que donen testimoni de la vida militar i civil a la fortalesa. El recorregut de la muralla de la fortalesa té 1.800 metres de llarg amb murs de fins a 42 metres d'alçada i cares escarpades de pedra arenisca. Al centre del jaciment hi ha un pou de 152,5 metres de profunditat, que és el més profund de Saxònia i el segon pou més profund d'Europa (el més profund és del castell imperial de Kyffhausen, de 176 m).
La fortalesa, que durant segles va ser utilitzada com a presó estatal, encara es manté intacta i ara és una de les principals atraccions turístiques de Saxònia, amb 700.000 visitants a l'any. Dos ascensors, un d'ells panoràmic, permeten pujar fàcilment al cim, on es realitzen visites guiades, es pot visitar l'exposició 'In lapide regis' (A la pedra del rei) i altres activitats.

Muralles vistes des de Lilienstein